# Michael Olise
Michael Akpovie Olise (London, 2001. december 12. –) angol születésű francia utánpótlás-válogatott labdarúgó, a Bayern München játékosa.

## Pályafutása

### Utánpótlás évek
Az Arsenal, a Chelsea és a Manchester City csapatában is játszott fiatalkorában.

### Reading
2018 júliusában tagja lett a Reading akadémiájának. 2019. március 12-én mutatkozott be, 17 évesen, a Leeds United elleni 3–0-ás vereség során. Július 15-én három éves szerződést írt alá a csapattal. Először 2020. szeptember 19-én talált be a bajnokságban, a 76. percben megszerezve a Reading második gólját a Barnsley ellen. 2021 áprilisában jelölték az Év fiatal játékosa díjra, amit a hónap 29. napján meg is kapott.

### Crystal Palace
2021. július 8-án Olise öt éves szerződést írt alá a Crystal Palace-szal, miután az első osztályú csapat kifizette 8,37 millió fontos kivásárlási árát.
2021. szeptember 11-én debütált a Premier League-ben, a Tottenham Hotspur elleni 3–0-ás győzelem során, Jordan Ayew cseréjeként a 86. percben. Szeptember 23-án játszott először kezdőként, ezúttal a Newcastle United elleni 1–1-es győzelem során.
2021. október 3-án szerezte első gólját a Premier League-ben, miután csereként állt be a Leicester City elleni mérkőzésen. A Palace legfiatalabb gólszerzője lett az első osztályban Clinton Morrison (1998) óta.
2023. április 9-én a legfiatalabb játékos lett, aki egy mérkőzésen három gólpasszt adott, a Leeds United elleni 5–1-es győzelem során. Május 13-án az első Palace-játékos lett, aki tíz gólpasszt adott egy Premier League-szezonban, miután előkészítette Eberechi Eze második gólját a Bournemouth ellen. Augusztus 17-én bejelentették, hogy Olise aláírt egy új, négy éves szerződést a csapattal, azt követően, hogy több sajtóhír is megjelent arról, hogy közel állt a visszatéréshez a Chelsea-hez.
2024 februárjában komoly izomsérülést szenvedett. Áprilisban tért vissza, amit követően több jó teljesítményt is felmutatott, többek között duplázott a Manchester United elleni 4–0-ás győzelem során.

### Bayern München
2024. július 7-én ötéves szerződést írt alá a német Bayern München csapatával.

## Statisztika
2024. május 19-i adatok alapján.
| Csapat           | Szezon           | Bajnokság        | Bajnokság | Bajnokság | Kupa | Kupa  | Ligakupa | Ligakupa | Összesen | Összesen |
| Csapat           | Szezon           | Osztály          | P.        | Gólok     | P.   | Gólok | P.       | Gólok    | P.       | Gólok    |
| ---------------- | ---------------- | ---------------- | --------- | --------- | ---- | ----- | -------- | -------- | -------- | -------- |
| Reading          | 2018–2019        | Championship     | 4         | 0         | 0    | 0     | 0        | 0        | 4        | 0        |
| Reading          | 2019–2020        | Championship     | 19        | 0         | 3    | 0     | 1        | 0        | 22       | 0        |
| Reading          | 2020–2021        | Championship     | 44        | 7         | 1    | 0     | 1        | 0        | 46       | 7        |
| Reading          | Összesen         | Összesen         | 67        | 7         | 4    | 0     | 2        | 0        | 73       | 7        |
| Crystal Palace   | 2021–2022        | Premier League   | 26        | 2         | 5    | 2     | 0        | 0        | 31       | 4        |
| Crystal Palace   | 2022–2023        | Premier League   | 37        | 2         | 1    | 0     | 2        | 0        | 40       | 2        |
| Crystal Palace   | 2023–2024        | Premier League   | 19        | 10        | 0    | 0     | 0        | 0        | 19       | 10       |
| Crystal Palace   | Összesen         | Összesen         | 82        | 14        | 6    | 2     | 2        | 0        | 90       | 16       |
| Karrier összesen | Karrier összesen | Karrier összesen | 149       | 21        | 10   | 2     | 4        | 0        | 163      | 23       |

## Sikerei, díjai

### Klubcsapatokkal
Bayern München
- Bundesliga: 2024–25

### A válogatottal
Franciaország U23
- Olimpiai játékok ezüstérem: 2024

Franciaország
- UEFA Nemzetek Ligája bronzérem: 2024–25

### Egyéni
- EFL Championship – Az év fiatal játékosa: 2020–2021[21]
- EFL Championship – Az év csapata: 2020–2021[22]
- Premier League – A hónap gólja díj: 2023. január[23]
- PFA – Az év csapata: 2020–2021-es Championship[24]
- Reading – Az év utánpótlás játékosa: 2018−2019[25]
- Crystal Palace – A játékosok év játékosa: 2022–2023[26]
- Crystal Palace – A szezon gólja: 2022–23[27]